# Соловьёвка (Чернский район)
Соловьёвка — деревня в Чернском районе Тульской области России.
В рамках административно-территориального устройства является центром Соловьёвской сельской администрации Чернского района, в рамках организации местного самоуправления входит в Липицкое сельское поселение.

## География
Расположена на реке Филинке в 104 км к югу от областного центра и в 27 км к юго-востоку от райцентра, пгт Чернь.

## История
Время возникновения населённого пункта неизвестно, но можно точно сказать, что поселение уже существовало в конце XVII — начале XVIII веков. Название Троицкое приход получил по своему храму, освященному во имя святой Троицы. Одним из первых известных ныне владельцев сельца был сенатор, граф Пётр Александрович Толстой. До 1917 года селом владели потомки Толстых.

## Население
| 2002 | 2010 |
| ---- | ---- |
| 304  | ↘242 |

## Инфраструктура
В Соловьёвке действует Троицкая сельская библиотека.

## Достопримечательности
Руины кирпичного храма Церкви Троицы Живоначальной в формах классицизма, строившийся с 1786 по 1817 годы на средства графа А. П. Толстого. Рядом находится братская могила защитников Отечества погибших в ВОВ. Всего захоронено в могиле более 323 останков, из них установлены имена 123.